# Lac de Saulx-les-Chartreux
Le lac de Saulx-les-Chartreux est un lac artificiel, créé en 1985, situé dans la commune française de Saulx-les-Chartreux dans le département de l'Essonne.

## Géographie
Le lac artificiel de Saulx-les-Chartreux est un bassin de retenue de crues implanté sur le cours de la rivière l'Yvette. Il occupe une superficie moyenne humide de sept hectares pour une emprise totale de cinquante hectares, et a la forme d'un ovale avec une large étendue d'eau triangulaire en amont du cours d'eau et deux bras de dix et vingt mètres embrassant deux îles marécageuses de cinq hectares. La profondeur moyenne du lac se situe entre un mètre à proximité de la berge sud-ouest et trois mètres dans le lit de la rivière avec une profondeur maximale fixée à quatre mètres quatre-vingt. 
Le bassin a été implanté à l'endroit où la rivière se sépare pour créer deux bras, La Boële et la Rivière Morte et où deux ruisseaux rejoignent son lit, le ruisseau de Paradis et de Chauffour à l'emplacement primitif d'une vaste zone marécageuse. Il est longé à l'est par la route nationale 20.

## Histoire
À la suite de diverses crues importantes de la rivière, causées en partie par l'urbanisation incontrôlée de ses berges, le Syndicat intercommunale pour l'aménagement hydraulique de la vallée de l'Yvette décida en 1985 d'implanter un bassin de retenue au confluent de l'Yvette, du ruisseau de Paradis et du ruisseau de Chauffour.
Le site a été placé en réserve naturelle volontaire entre 1998 et 2004.

## Utilisation
Le lac est régulièrement utilisé pour la pratique de la pêche sportive avec un ré empoissonnement régulier, sauf sur l'île, classée réserve naturelle. Dans le cadre de la protection de la population animale, la pêche est strictement interdite par arrêté municipal, dans les deux canaux qui entourent  l’île ainsi qu'à la vidange.
Le site présente un intérêt écologique avec la présence de marais et de prairies humides accueillant diverses variétés d'oiseaux. 

## Faune et flore
Diverses espèces animales vivent et se reproduisent naturellement dans l'étang, notamment des carpes, gardons, brèmes, bouvières, tanches, brochets, perches, poissons-chats, silures, sandres, 
Cent vingt-et-une espèces d'oiseaux ont été recensées sur le site, dont le grèbe huppé, le canard colvert, le phragmite des joncs, la rousserolle effarvatte.
Diverses essences ont été importées lors de l'aménagement du site, avec la présence aujourd'hui d'ormes, de frênes, d'aulnes glutineux, de chênes rouvres, d'érables sycomores, de peupliers et de nombreuses variétés de plantes des prairies.